# Haddy N'jie
Mona Haddy Jatou N'jie (Oslo, 25 giugno 1979) è una cantante, giornalista e conduttrice televisiva norvegese.

## Biografia
Nata da madre norvegese e da padre del Gambia, Haddy N'jie è laureata in Giornalismo all'Oslo University College. Ha lavorato come giornalista per pubblicazioni come il Dagbladet, Kvinner og Klær e Puls.
Haddy N'jie ha debuttato in televisione nel 1990 come presentatrice di Midt i smørøyet su NRK1; sempre per NRK ha presentato il notiziario Dagsrevyen. Ha poi presentato l'Eurovision Song Contest 2010 al fianco di Erik Solbakken e Nadia Hasnaoui. Dal 2011 al 2013 ha presentato l'evento sportivo Idrettsgallaen, mentre nel 2014, 2016 e 2017 ha condotto il programma estivo di NRK Sommeråpent.
Haddy N'jie ha inoltre pubblicato quattro album, debuttando nel mondo della musica con il disco White Lies nel 2005. Il suo maggiore successo commerciale è stato il terzo album World of the Free, che nel 2010 ha raggiunto la 17ª posizione della classifica norvegese.

## Discografia

### Album in studio
- 2005 – White Lies
- 2007 – Welcome Home
- 2010 – World of the Free
- 2015 – Nattblomst

### Singoli
- 2007 – They See Millions
- 2009 – Happy New Year
- 2014 – Nattblomst
- 2014 – Ny melodi
- 2014 – Julenissen kommer i kveld (con Atle Pettersen)